# پایگاه هوایی چبنکی
پایگاه هوایی چبنکی (به انگلیسی: Chebenki (air base)) یک فرودگاه نظامی است که یک باند فرود بتن دارد و طول باند آن ۲۵۰۰ متر است. این فرودگاه در شهر اورنبورگ کشور روسیه قرار دارد و در ارتفاع ۱۲۲ متری از سطح دریا واقع شده‌است.